# Хрватска на Светском првенству у атлетици у дворани 2006.
Хрватска је учествовала на 11. Светском првенству у атлетици у дворани 2006. одржаном у Москви од 10. до 12. марта. О свом осмом учешћу на светским првенствима у дворани репрезентацију Хрватске представљале су две атлетичарке, које су се такмичиле у две дисциплине.
На овом првенству Хрватска је освојила једну сребрну медаљу. Овим успехом Хрватска атлетска репрезентација је делила 16. место у укупном пласману освајача медаља. На табели успешности (према броју и пласману такмичара који су учествовали у финалним такмичењима (првих 8 такмичара)), делила је 30 место са 7 бодова.  По овом основу бодове су добили представници 52 земље, од 129 земаља учесница. Није било нових националних рекорда, а оборен је један лични рекорд. 
| Плас. | Земља    | 1. место | 2. место | 3. место | 4. место | 5. место | 6. место | 7. место | 8. место | Бр. финал. | Бод. |
| ----- | -------- | -------- | -------- | -------- | -------- | -------- | -------- | -------- | -------- | ---------- | ---- |
| =30   | Хрватска | 0        | 1        | 0        | 0        | 0        | 0        | 0        | 0        | 1          | 7    |

## Учесници
Жене:
- Данијела Гргић — 400 м
- Бланка Влашић — Скок увис

## Резултати

### Жене
| Атлетичарка    | Дисциплина | Лични рекорд | Квалификација | Квалификација | Полуфинале            | Полуфинале            | Финале                | Финале       | Детаљи |
| Атлетичарка    | Дисциплина | Лични рекорд | Резултат      | Место         | Резултат              | Место                 | Резултат              | Место        | Детаљи |
| -------------- | ---------- | ------------ | ------------- | ------------- | --------------------- | --------------------- | --------------------- | ------------ | ------ |
| Данијела Гргић | 400 м      | 53,38        | 52,91 ЛР      | 5. у гр. 2    | Није се квалификовала | Није се квалификовала | Није се квалификовала | 12 / 18 (19) |        |
| Бланка Влашић  | скок увис  | 2,05 НР      | 1,96          | 1.            |                       |                       | 2,00                  |              |        |